# Levantamento de peso nos Jogos Pan-Americanos de 2015 - Até 63 kg feminino
A categoria até 63 kg feminino do levantamento de peso nos Jogos Pan-Americanos de 2015 foi disputada em 12 de julho  no Centro Esportivo Oshawa, em Oshawa. 

## Calendário
Horário local (UTC-4).
| Data        | Horário | Fase  |
| ----------- | ------- | ----- |
| 12 de julho | 16:30   | Final |

## Medalhistas
| Ouro   | COL Mercedes Pérez          |
| Prata  | CUB Marina Rodríguez        |
| Bronze | BRA Bruna Nascimento Piloto |

## Recordes
Recordes mundial e pan-americano antes da disputa dos Jogos Pan-Americanos de 2015.
| Recorde mundial       | Arranque  | RUS Svetlana Tsarukaieva | 117 kg | Paris, França          | 8 de novembro de 2011  |
| Recorde mundial       | Arremesso | TPE Lin Tzu-chi          | 145 kg | Incheon, Coreia do Sul | 23 de setembro de 2014 |
| Recorde mundial       | Total     | TPE Lin Tzu-chi          | 261 kg | Incheon, Coreia do Sul | 23 de setembro de 2014 |
| Recorde Pan-Americano | Arranque  | CAN Christine Girard     | 106 kg | Guadalajara, México    | 25 de outubro de 2011  |
| Recorde Pan-Americano | Arremesso | COL Nisida Palomeque     | 135 kg | Guadalajara, México    | 25 de outubro de 2011  |
| Recorde Pan-Americano | Total     | CAN Christine Girard     | 238 kg | Guadalajara, México    | 25 de outubro de 2011  |

## Resultado
| Pos.              | Halterofilista          | Nacionalidade | Grupo | Peso Atleta (kg) | Arranque (kg) | Arremesso (kg) | Total (Kg) |
| ----------------- | ----------------------- | ------------- | ----- | ---------------- | ------------- | -------------- | ---------- |
| Medalha de ouro   | Mercedes Pérez          | COL Colômbia  | A     | 62.74            | 103           | 132            | 235        |
| Medalha de prata  | Marina Rodriguez        | CUB Cuba      | A     | 62.25            | 89            | 114            | 203        |
| Medalha de bronze | Bruna Nascimento Piloto | BRA Brasil    | A     | 62.15            | 90            | 112            | 202        |
| 4                 | Massiel Rojas           | CHI Chile     | A     | 61.74            | 85            | 112            | 197        |
| 5                 | Lesbia Cruz             | GUA Guatemala | A     | 61.69            | 82            | 105            | 187        |
| 6                 | Silvia Artola           | NCA Nicarágua | A     | 62.74            | 81            | 105            | 186        |
| 7                 | Angie Cárdenas          | PER Peru      | A     | 62.08            | 79            | 103            | 182        |
| 8                 | Jennifer Piter          | ARU Aruba     | A     | 62.08            | 77            | 95             | 172        |

Legenda
| Recorde mundial                  | Recorde mundial (World record)               |                       | Recorde africano                      | Recorde africano (African) |                                           | Q | Classificado por posição (Qualified) |
| Recorde dos Jogos Pan-Americanos | Recorde pan-americano (Pan-American record)  | Recorde da América    | Recorde da América (Americas)         | q                          | Classificado por melhor tempo (Qualified) |   |                                      |
| Melhor marca do ano              | Melhor marca do ano (World leading)          | Recorde asiático      | Recorde asiático (Asian)              | DNS                        | Não largou (Did not start)                |   |                                      |
| Recorde nacional                 | Recorde nacional (National record)           | Recorde europeu       | Recorde europeu (European)            | DNF                        | Não terminou (Did not finish)             |   |                                      |
| Recorde pessoal                  | Recorde pessoal do atleta (Personal best)    | Recorde da Oceania    | Recorde da Oceania (Oceania)          | DSQ / DQ                   | Desclassificado (Disqualified)            |   |                                      |
| Recorde da temporada             | Recorde da temporada do atleta (Season best) | Recorde sul-americano | Recorde sul-americano (South America) | NM                         | Sem marca (No mark)                       |   |                                      |